# Сома Везувијана (Напуљ)
Сома Везувијана (итал. Somma Vesuviana) је насеље у Италији у округу Напуљ, региону Кампанија.
Према процени из 2011. у насељу је живело 32484 становника. Насеље се налази на надморској висини од 104 м.

## Географија
| Клима (Сома Везувијана)     | Клима (Сома Везувијана) | Клима (Сома Везувијана) | Клима (Сома Везувијана) | Клима (Сома Везувијана) | Клима (Сома Везувијана) | Клима (Сома Везувијана) | Клима (Сома Везувијана) | Клима (Сома Везувијана) | Клима (Сома Везувијана) | Клима (Сома Везувијана) | Клима (Сома Везувијана) | Клима (Сома Везувијана) | Клима (Сома Везувијана) |
| Показатељ \ Месец           | .Јан.                   | .Феб.                   | .Мар.                   | .Апр.                   | .Мај.                   | .Јун.                   | .Јул.                   | .Авг.                   | .Сеп.                   | .Окт.                   | .Нов.                   | .Дец.                   | .Год.                   |
| --------------------------- | ----------------------- | ----------------------- | ----------------------- | ----------------------- | ----------------------- | ----------------------- | ----------------------- | ----------------------- | ----------------------- | ----------------------- | ----------------------- | ----------------------- | ----------------------- |
| Апсолутни максимум, °C (°F) | 20 (68)                 | 22 (72)                 | 27 (81)                 | 27 (81)                 | 32 (90)                 | 37 (99)                 | 38 (100)                | 40 (104)                | 37 (99)                 | 36 (97)                 | 27 (81)                 | 22 (72)                 | 40 (104)                |
| Средњи максимум, °C (°F)    | 13 (55)                 | 13 (55)                 | 15 (59)                 | 18 (64)                 | 23 (73)                 | 26 (79)                 | 29 (84)                 | 30 (86)                 | 26 (79)                 | 22 (72)                 | 17 (63)                 | 14 (57)                 | 30 (86)                 |
| Средњи минимум, °C (°F)     | 4 (39)                  | 4 (39)                  | 6 (43)                  | 8 (46)                  | 12 (54)                 | 16 (61)                 | 18 (64)                 | 18 (64)                 | 15 (59)                 | 12 (54)                 | 8 (46)                  | 5 (41)                  | 4 (39)                  |
| Апсолутни минимум, °C (°F)  | −5 (23)                 | −2 (28)                 | −2 (28)                 | 0 (32)                  | 0 (32)                  | 8 (46)                  | 10 (50)                 | 10 (50)                 | 7 (45)                  | 2 (36)                  | −2 (28)                 | −3 (27)                 | −5 (23)                 |
| Количина падавина, mm (in)  | 104 (40,9)              | 98 (38,6)               | 86 (33,9)               | 76 (29,9)               | 50 (19,7)               | 34 (13,4)               | 24 (9,4)                | 42 (16,5)               | 80 (31,5)               | 130 (51,2)              | 162 (63,8)              | 121 (47,6)              | 1,007 (396,4)           |
| [ тражи се извор ]          |                         |                         |                         |                         |                         |                         |                         |                         |                         |                         |                         |                         |                         |

## Становништво
| 1931.  | 1936.  | 1951.  | 1961.  | 1971.  | 1981.  | 1991.  | 2001.  | 2011.  |
| ------ | ------ | ------ | ------ | ------ | ------ | ------ | ------ | ------ |
| 12.651 | 13.487 | 16.466 | 17.887 | 19.973 | 23.433 | 29.079 | 33.261 | 34.592 |